# Harlowton
Harlowton is een plaats (city) in de Amerikaanse staat Montana, en valt bestuurlijk gezien onder Wheatland County.

## Demografie
Bij de volkstelling in 2000 werd het aantal inwoners vastgesteld op 1062.
In 2006 is het aantal inwoners door het United States Census Bureau geschat op 899, een daling van 163 (-15,3%).

## Geografie
Volgens het United States Census Bureau beslaat de plaats een oppervlakte van
1,5 km², geheel bestaande uit land. Harlowton ligt op ongeveer 1279 m boven zeeniveau.

## Plaatsen in de nabije omgeving
De onderstaande figuur toont nabijgelegen plaatsen in een straal van 64 km rond Harlowton.